# 豊春駅
豊春駅（とよはるえき）は、埼玉県春日部市上蛭田にある、東武鉄道野田線（東武アーバンパークライン）の駅である。駅番号はTD 08。

## 歴史
- 1929年（昭和4年）
  - 11月17日：北総鉄道野田線粕壁駅（現・春日部駅） - 大宮（仮）駅間開通時に開設[1][2]。
  - 11月22日：北総鉄道が総武鉄道へ社名変更[2]。
- 1944年（昭和19年）3月1日：陸上交通事業調整法に基づき、東武鉄道が総武鉄道を吸収合併したことに伴い、同社野田線の駅となる。
- 1987年（昭和62年）11月20日：橋上駅舎化。同時に駅西口新設。
- 2001年（平成13年）2月28日：駅東口にエスカレーター新設[3]
- 2002年（平成14年）2月25日：エスカレーター新設工事完了[4]。
- 2004年（平成16年）10月19日：東岩槻駅 - 春日部駅間複線化。
- 2009年（平成21年）
  - 3月10日：発車メロディ導入。
  - 12月1日：駅業務を東武ステーションサービスへ委託。
- 2016年（平成28年）3月26日：野田線で急行運行開始、当駅は通過駅となる。
- 2017年（平成29年）4月21日：野田線で特急「アーバンパークライナー」運行開始。当駅は浅草発のみ停車。

## 駅構造
相対式ホーム2面2線を有する地上駅。橋上駅舎を備える。西口出入口は東武ストア豊春店建物内にある。改札階と東口・西口・ホーム間をそれぞれ連絡するエスカレーターが設置されている。
駅業務は東武ステーションサービスへ委託している。

### のりば
| 番線 | 路線                     | 方向 | 行先     |
| ---- | ------------------------ | ---- | -------- |
| 1    | 東武アーバンパークライン | 上り | 大宮方面 |
| 2    | 東武アーバンパークライン | 下り | 柏方面   |

画像

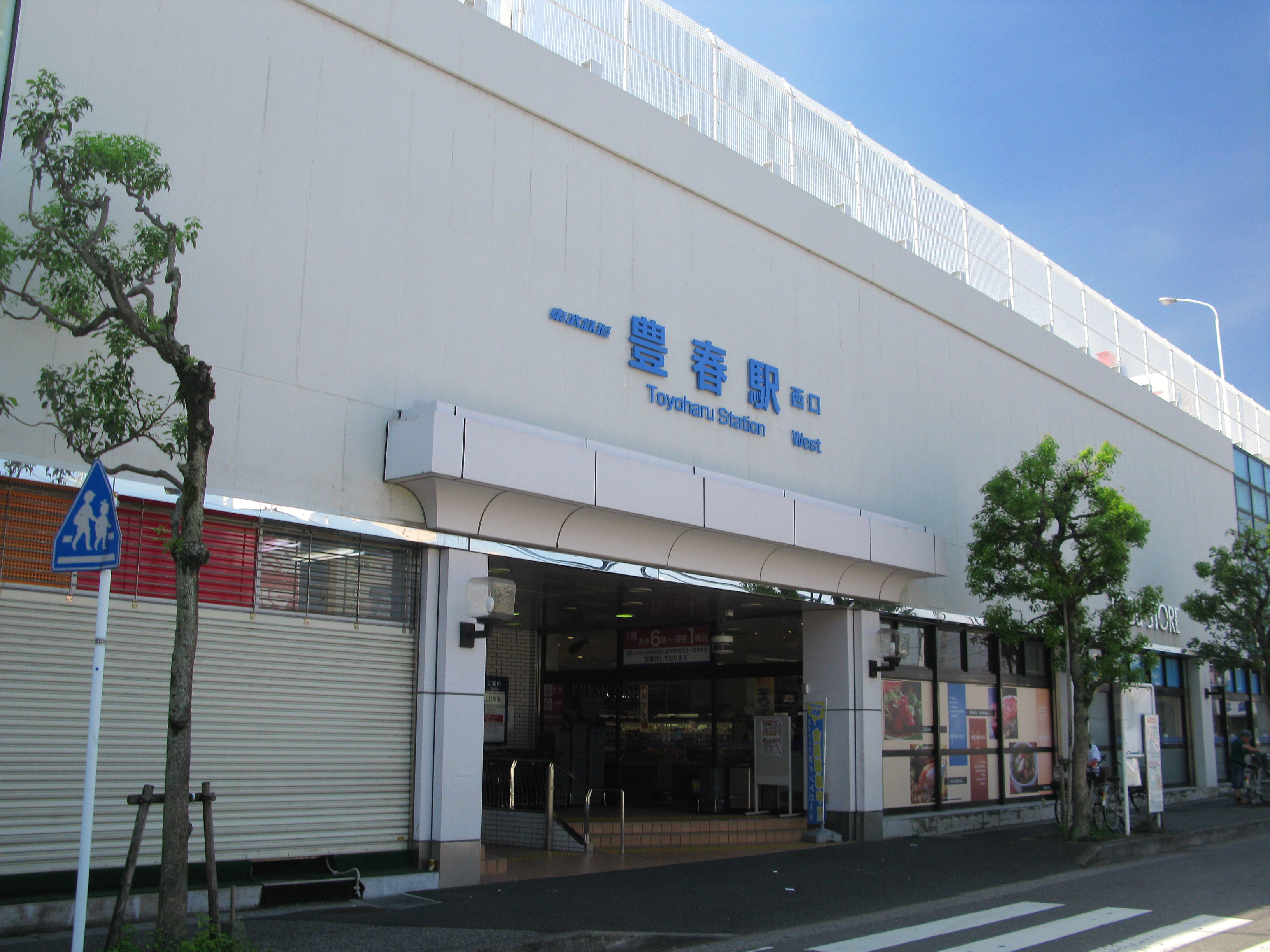
西口（2012年8月）
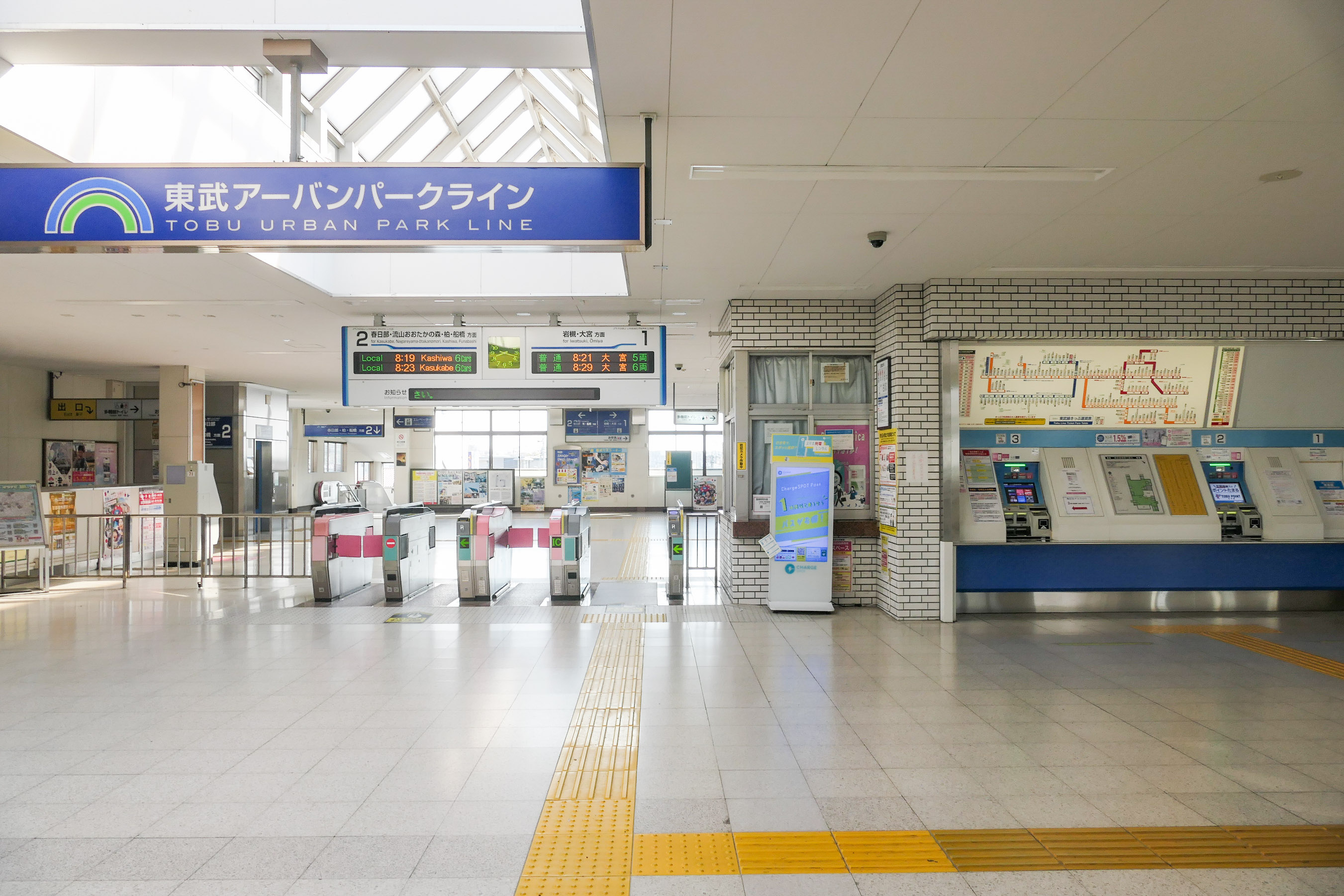
改札口（2025年3月）

## 利用状況
2024年度（令和6年度）の1日平均乗降人員は11,592人である。
近年の1日平均乗降人員の推移は以下の通り｡
| 年度               | 1日平均 乗降人員 | 出典       |
| ------------------ | ---------------- | ---------- |
| 1997年（平成09年） | 17,108           |            |
| 1998年（平成10年） | 16,437           |            |
| 1999年（平成11年） | 16,029           |            |
| 2000年（平成12年） | 15,646           |            |
| 2001年（平成13年） | 15,308           |            |
| 2002年（平成14年） | 14,856           |            |
| 2003年（平成15年） | 14,746           |            |
| 2004年（平成16年） | 14,525           |            |
| 2005年（平成17年） | 14,448           |            |
| 2006年（平成18年） | 14,178           |            |
| 2007年（平成19年） | 14,230           |            |
| 2008年（平成20年） | 14,241           |            |
| 2009年（平成21年） | 13,961           |            |
| 2010年（平成22年） | 13,847           |            |
| 2011年（平成23年） | 13,772           |            |
| 2012年（平成24年） | 13,923           |            |
| 2013年（平成25年） | 13,849           |            |
| 2014年（平成26年） | 13,479           |            |
| 2015年（平成27年） | 13,484           |            |
| 2016年（平成28年） | 13,446           |            |
| 2017年（平成29年） | 13,654           |            |
| 2018年（平成30年） | 13,721           |            |
| 2019年（令和元年） | 13,398           |            |
| 2020年（令和02年） | 10,262           | [ 東武 3 ] |
| 2021年（令和03年） | 10,708           | [ 東武 4 ] |
| 2022年（令和04年） | 11,200           | [ 東武 5 ] |
| 2023年（令和05年） | 11,536           | [ 東武 6 ] |
| 2024年（令和06年） | 11,592           | [ 東武 1 ] |

## 駅周辺
春日部市とさいたま市岩槻区との境界が複雑に入り込んでいる地域がある。
- かすかべ湯元温泉無料送迎バス豊春駅西口停車場所
- 豊春駅前交番
- 春日部市豊春地区公民館
- 内牧公園
- 春日部自動車検査登録事務所
- さいたま市岩槻北部公民館
- さいたま市岩槻川通公園野球場
- 春日部豊春郵便局
- 埼玉縣信用金庫豊春支店
- 花積貝塚
- 慈恩寺
  - 玄奘塔
- 春日部市立豊春小学校
- 春日部市立宮川小学校
- 春日部市立立野小学校
- 春日部市立豊春中学校
- 春日部市立大増中学校
- 春日部共栄中学高等学校
- 埼玉県立春日部高等技術専門校
- 埼玉県立岩槻北陵高等学校
- さいたま市立慈恩寺小学校
- さいたま市立徳力小学校
- さいたま市立慈恩寺中学校
- さいたま市立桜山中学校
- 開智学園総合部・中高一貫部・高等部
- 東武ストア 豊春店
- マルヤ 豊春店
- コモディイイダ 豊春店
- マルエツ 豊春店
- MEGAドン・キホーテ 春日部店
- 有限会社らくだ社（クレヨンしんちゃん著作権者）
- 古隅田川

## バス路線
豊春駅東口
- 春バス（朝日自動車）
  - 武里駅 - 豊春駅ルート：武里駅西口 / ウイング・ハット春日部（日曜運休）

## 隣の駅
東武鉄道
 東武アーバンパークライン
■急行・■区間急行
通過
■普通
東岩槻駅 (TD 07) - 豊春駅 (TD 08) - 八木崎駅 (TD 09)